# Overworld (album av Savant)
Overworld är ett musikalbum av Savant från juni 2012. Albumet innehåller 17 låtar.

## Låtlista
1. Overworld 3:54
2. Bad Baws 3:43
3. Megaboy 2:54
4. Starscream Forever 7:00
5. Quantum Mechanic 4:13
6. Arcade Night Cruise 3:36
7. Ride Like The Wind 4:50
8. Dirty Mary 3:46
9. Diamond Blush 5:23
10. Flashbach 4:01
11. Eggs 5:58
12. Destroy The Dragon 3:33
13. Vinter O 3:22
14. Robot People Monster 3:58
15. Firecloud 9:39
16. Slaughterface 2:44
17. Brekadown 3:50